# نورالدین امامی
نورالدین امامی خوئی (۱۲۸۷–۱۳۷۰) نماینده مجلس شورای ملی بود.
فرزند میرزا یحیی امام جمعه خویی (مجتهد و نماینده مجلس) بود. همچون پدر به تحصیلات دینی پرداخت و به سلک روحانیت درآمد. در مدرسه سپهسالار و مدرسه مروی در تهران درس خواند و از شیخ عبدالکریم حائری بنیانگذار حوزه علمیه قم اجازه اجتهاد گرفت. او همچنین در دانشکده حقوق دانشگاه تهران تحصیل کرد.
امامی در سال ۱۳۲۶ به نمایندگی از خوی، ماکو، مرند و سلماس به مجلس شورای ملی راه یافت (دوره پانزدهم) در دوره‌های شانزدهم، هجدهم و نوزدهم نیز بر این کرسی نشست. برادرانش جواد و جمال نیز نماینده مجلس بودند.